# Harris Allan
 (juillet 2015).
Si vous disposez d'ouvrages ou d'articles de référence ou si vous connaissez des sites web de qualité traitant du thème abordé ici, merci de compléter l'article en donnant les références utiles à sa vérifiabilité et en les liant à la section « Notes et références ».
Harris Allan, né le 11 février 1985 à Regina dans la Saskatchewan, est un acteur canadien. Il est principalement connu pour avoir tenu le rôle de Hunter dans la série télévisée Queer as Folk.

## Filmographie
- 1998 : Acrophobie (en) (téléfilm)
- 1998 : La Nouvelle Famille Addams (série TV) : Willy
- 2001 : Cold Squad, brigade spéciale (série TV) : Tyler Roth
- 2002 : John Doe (série TV) : l'homme dans le loft
- 2003 : Smallville (série TV) : Jake Pollan
- 2003–2005 : Queer as Folk : James 'Hunter' Montgomery
- 2005 : La Maison au bout du monde : Jonathan Glover jeune
- 2005 : Les 4400 (série TV) : Sam Marsden
- 2005 : Les Maîtres de l'horreur (série TV) : Pete
- 2006 : Destination finale 3 : l'employé du Grand 8 (non crédité)
- 2009 : Spectacular! (téléfilm) : Eric
- 2012 : Supernatural (série TV) : Lyle
- 2014 : Date and Switch (en) : Dan
- 2017 : The Cannon
- 2021 : A Million Little Things (série TV) : Devon